# Poleanî, Zbaraj
Poleanî (în ucraineană Поляни) este un sat în comuna Starîi Vîșniveț din raionul Zbaraj, regiunea Ternopil, Ucraina.

## Demografie
Componența lingvistică a localității Poleanî
     Ucraineană (100%)
Conform recensământului din 2001, toată populația localității Poleanî era vorbitoare de ucraineană (100%).